# Кам'яниця Дзюрдзьовського
Кам'яниця Дзюрдзьовського (або Дзюрдзівська кам'яниця) — колишня назва теперішнього будинку № 4 на вулиці Шевській у Львові. За іншими даними, кам'яниця Дзюрдзівська розташовувалася на колишній вулиці Трибунальській, 10. Будинок внесений до Реєстру пам'яток архітектури місцевого значення під № 360-м.
У XVII столітті в ньому мешкала родина львівського патриція, багатого купця, вихідця з Угорщини Георгія Боїма (у часи їхнього проживання тут кам'яниця так і називалася). Внутрішнє планування будинку неодноразово змінювалось. У 1893 році будинок реконструювали за проєктом архітектора Міхала Фехтера. Очевидно, тоді зробили розпис стелі в залі на третьому поверсі.
У 1891—1927 роках тут був готель «Ванда» (Льовенбека). 26 січня 1904 року у ресторані готелю «Ванда» відбулося весілля Василя Стефаника та Ольги, дочки священника, посла Галицького сейму о. Кирила Гаморака, на якому були присутні Іван Франко, Лесь Мартович, Марко Черемшина, Володимир Шухевич.
За Польщі тут був магазин чоловічого одягу Кона, за радянських часів — комісійний магазин «Лоскут тканин», де ще на початку 1980-х років офіційно можна було придбати імпортні джинси у Львові. У 2000-х роках тут містився магазин музичної продукції (зокрема, компакт-дисків) «Музичний центр».
На початку серпня 2022 року найбільша у світі готельна мережа Best Western відкриває сучасний готель в центрі міста Львів — Market Square Lviv Hotel на території чотирьох історичних будівель, що є пам'ятками архітектури, які внесені до переліку Всесвітньої спадщини ЮНЕСКО. Архітектурно-планувальні рішення готелю розроблялись таким чином, щоб зберегти існуючу просторову композицію старовинних «кам’яниць» (кількість поверхів, стіни, планування), залишити недоторканими автентичні елементи оздоблення, зокрема фасади, дерев'яні сходи, віконні та дверні прорізи, кладку цегляних склепінь у підвалі. Під час архітектурно-планувальних робіт у підвальних приміщеннях (так званих «пивницях») кам’яниць на вул. Шевська № 6 та № 4, що частково збереглися з кінця XVI століття, було дбайливо збережено кам’яні склепіння та автентичні арки для створення ресторану на території готелю — Ресторації Боїмів.